# Pyreferra indirecta
Pyreferra indirecta là một loài bướm đêm trong họ Noctuidae.